# Heroic Age (аниме)
Heroic Age (яп. ヒロイック・エイジ Хироикку Эйдзи) — японский аниме-сериал, выпущенный студией XEBEC, транслировался впервые по телеканалу TV Tokyo с 1 апреля по 30 сентября 2007 года. Всего выпущено 26 серий аниме. Сюжет и его персонажи основаны на греческой мифологии, в частности на 12 подвигах Геракла. Многие герои названы именами, встречающимися в греческой мифологии, а также имеют схожие отношения между собой. Многие определения взяты из поэмы Гесиода — Труды и дни, Пять веков Гесиода. Сериал был лицензирован компанией FUNimation Entertainment 30 июня 2008 года для показа на территории США и был дублирован на английском языке компанией Netflix.
На основе сюжета аниме была выпущена манга 23 июля 2007 года издательством Kodansha в журнале Magazine Z. В манге сюжет практически не меняется, однако централизованным персонажем тут становится Иолаус.

## Сюжет
Когда-то давно во Вселенной господствовала золотая раса. Однажды она отправила своё послание в открытый космос, и на него откликнулись 3 цивилизации, которые были впоследствии прозваны серебряной, бронзовой и героической расами. Но чуть позже на зов откликнулась ещё одна молодая и быстро-развивающаяся раса (человечество). Она получила название железной расы.
Через некоторое время золотая раса покинула Вселенную, вследствие чего Вселенной стала повелевать серебряная раса, которая принесла мир и процветание на множество планет. Но существовало пророчество, согласно которому, Вселенную завоюет железная раса, что приведёт к тирании и хаосу.
Руководствуясь предсказанием, серебряная раса решила полностью уничтожить людей и захватила Землю. Люди были не намерены сдаваться, в итоге разразилась многовековая война.
Дианейра, принцесса королевской династии людей, ради спасения всего человечества решила отправиться на заброшенную планету Орон, где обитает Эйдж — человек с силой героической расы (носитель сущности представителя героической расы по имени Белькросс), который, по завету былых хозяев Вселенной, должен оказать поддержку железной расе, чтобы привести её к победе.

## Список персонажей

### Нодос
Эйдж (Белькросс) (яп. エイジ Эйдзи) — главный герой истории, возраст которого, несмотря на его подростковую внешность, уже более 120 лет. Больше 100 лет он жил в одиночестве на полуразрушенной планете Орон в руинах старого космического корабля. Эйдж является одним из нодосов и сильнейшим из них. Нодосами называют выходцев из других рас, в чьих телах после войны, в которой участвовала и героическая раса, были заключены духи последних пяти выживших её представителей, осуждённые золотой расой на служение остальным расам. Будучи нодосом, Эйдж может принимать форму представителя героической расы. В такой форме он фактически неуязвим и способен уничтожить целую планету. Эйдж очень предан железной расе и особенно принцессе Дианейре, с которой заключил контракт. Он любит всё яркое и рисовать руками на стенах.
Когда парень впервые попал на корабль, то не имел представление о человеческих правилах этики, из-за чего вызывал недоумение у других членов экипажа. Однажды во время сражения, Эйдж впал в безумие и начал разрушать все корабли и планеты на своём пути, но принцесса Дианейра сумела привести его в чувство. По расчётам компьютеров железной расы, если бы Эйдж не пришёл в себя, то вскоре высвободил бы достаточно разрушительной энергии для образования сверхновой звезды. Эйдж является нодосом Сущего, позже выясняется, что также он является ключом к силе золотой расы. Прототипом для главного героя послужил герой греческой мифологии — Геракл. Эйдж должен соблюдать 12 условий договора и обязан служить железной расе, пока их не выполнит. В качестве вознаграждения он имеет право потребовать у железный расы исполнение своего желания.
Сэйю: Хироси Ядзаки
Каркинос Лукан (Лирнея) (яп. カルキノス・ルーカン Карукиносу Ру:кан) — один из 5 нодосов, который служит серебряной расе. Практически всегда остаётся спокойным. Он первым пытался уничтожить Эйджа, но всякий раз терпел поражение. Для атаки использует ядовитые газы, которые могут уничтожать всё на своём пути. Обладает сильными регенеративными способностями, поэтому Каркиноса невозможно уничтожить. Сам же Карукинос является нодосом Жизни. Может превращаться в гигантскую гидру. Прототипом для персонажа послужил персонаж из греческой мифологии — рак, который помогал гидре уничтожить Геракла. Карукинос связан договором с серебряной расой четырьмя условиями:
1. Сражаться со врагами серебряной расы даже ценой своей жизни.
2. Защищать Юту даже ценой своей жизни.
3. Когда серебряная раса заполучит силу золотой расы, договор станет недействительным.
4. Умереть за Юту.

Сэйю: Масаюки Като
Мехитака Бор (Артемия) (яп. メヒタカ・ポレ Мэхитака Порэ) — нодос Света, родом из планеты Бор. Служит серебряной расе. Когда то давно уничтожил множество планет, но теперь категорически выступает против сражений и всегда страдает, когда видит, что кто-то погибает. В форме героической расы может стрелять массивными потоками энергии, которые способны поглотить планеты, а также отражать массивную атаку лазерных лучей. Тем не менее он уязвим для гравитации лазерных лучей. После того, как Мехитака попадает на космический корабль людей, он переходит на сторону людей, которые обещают ему защитить родную планету от уничтожения серебряной расой. Мехитака питается неорганическими элементами, в том числе и металлом, так как по его словам представителям его расы нельзя есть что-то «живое», даже если это обыкновенный фрукт. Мехитака скреплён договором с серебряной расой, но после того, как выполняет все условия договора, переходит на сторону людей:
1. Служить верно серебряной расе
2. Служить серебряной расе, пока во время боя вся сила не иссякнет.
3. Спасти жизнь нодосу серебряной расы.

Сэйю: Тихиро Судзуки
Лекти Лекве (Еримантос) (яп. レクティ・レクゥ Рэкути Рэку) — годом Времени, служит серебряной расе. Она повелевает временем и может переносить себя в любой временной промежуток в определённом месте. Так она пыталась уничтожить Эйджа, пытаясь найти момент, когда он наиболее уязвим, однако её сила ограничена не более 20 000 попытками, после чего идёт высвобождение энергии из всех временных пространств и Лекти придётся снова восстанавливать свои силы. Также Лекти использует свою силу времени, чтобы найти выход в  безвыходной ситуации. Она как и Мехитака стремится к миру, в том числе и с людьми, но вынуждена сражаться из-за договора. Она часто советуется с Пром Оу, королевой серебряной расы. Лекти скреплена договором с серебряной расой пятью условиями:
1. Служа серебряной расе, твоя раса будет процветать.
2. Ты должен сражаться против врагов серебряной расы как нодос.
3. Когда нодос серебряной расы будет в опасности, ты должен спасти его.
4. Когда ты найдёшь силу золотой расы, ты должен сообщить об этом серебряной расе.
5. Когда сила золотой расы исчезнет, ты должен её защитить.

Сэйю: Миюки Савасиро
Юти (Цербер) (яп. ユティ・ラー Юти Ра:) — лидер команды нодосов, которые служат серебряной расе а также сама представитель серебряной расы. Может телепортироваться и создавать свои проекции на расстоянии. Она самая жестокая из всех нодосов и намерена уничтожить всех людей, как врагов серебряной расы. Несмотря на это, она питает любовные чувства к Каркиносу, хотя и отрицает их. Когда Каркинос погибает, та впадает в отчаяние. Она нодос Пустоты и может отклонять сильнейшие атаки, а также поглощать материю в пространство вне времени, наподобие чёрной дыры. Эта сила считается наиболее разрушительной из всех сил нодосов. В конце истории её сила поглощает корабль со старшими братьями Дианейры, а также всех нодосов, которые спасаются благодаря тому, что Лекти создаёт небольшое временное пространство. Юти связана с серебряной расой договором, который состоит из восьми условий, однако они так и не были описаны в сериале, однако известно, что это связано с силой золотой расы.
Сэйю: Ами Косимидзу

### Люди (Железное племя)
Дианейра И Лейша Алтория Оль Юнос (яп. ディアネイラ・イ・ライシャ・アルトリア・オル・ユーノス Дианэйра И Райся Аруториа Ору Ю:носу) — принцесса династии человеческого рода и главная героиня. Несмотря на свой молодой возраст, принцесса очень умная, мудрая и благонамеренная. Выступает категорически против любых видов насилия и стремится всеми способами найти наиболее мирные решения конфликтов. Обладает сильными телепатическими, психическими способностями и может создавать астральную проекцию как представители серебряной расы, чтобы «путешествовать во вселенной» и входить в контакт с людьми, пилотирующих небольшие корабли. Из-за своих способностей, Дианейра не может находиться ближе чем на 10 метров с мужчинами, однако рядом с Эйджем чувствует себя спокойно. В конце сериала благодаря мирным переговорам с королевой серебряной расы, (которая тоже была настроена мирно), заключила дипломатические отношения с представителями серебряной расы. Так войне пришёл конец, однако это не указано в условиях договора Эйджа. Прототипом для персонажа послужила героиня из греческой мифологии Деянира, жена Геракла.
Сэйю: Юи Исикава
Иолаус Оз Мехелим (яп. イオラオス・オズ・メヒリム Иораосу Одзу Мэхириму) — молодой командир рыцарей юноса и эскадрильи пилотов-роботов. Несмотря на свой сложный характер, очень лояльно относится с Дианейре. Иолаус тайно коллекционирует фотографии голограмм принцессы. Когда в корабле появляется Эйдж, Иолаус сначала невзлюбил его и даже сильно ревновал, когда тот находился рядом Дианейрой. Но позже становится верным другом Эйджа. Может телепортироваться в любые места, пригодные для дыхания, а также с собой телепортировать любого человека, который находится на данный момент с ним в физическом контакте. Прототипом для персонажа послужил герой греческой мифологии — Иолай, сподвижник Геракла.
Сэйю: Такаси Кондо
Мелеагрос Е Лейша Алтория Оль Юнос (яп. メレアグロス・エ・ライシャ・アルトリア・オズ・ユーノス Мэрэагуросу И Райся Аруториа Одзу Ю:носу) — старший принц королевской династии человечества и пилот космической эскадрильи корабля Алтея. Высокомерный и амбициозный человек, который жаждет завоевать всё вселенную. Не заботится о других и сильно завидует репутации младшей сестры Дианейры и видит её угрозу для восхождения на трон. Даёт безрассудные приказы и так уничтожил планету Юпитер и тем самым сильно испортил репутацию железной расы во вселенной. Прототипом для персонажа стал герой греческой мифологии — Мелеагр.
Сэйю: Дайсукэ Кисио

### Серебряное племя
Фаето Оу (яп. パエトー・オー Паэто: Оу:) — представитель серебряной расы, которому поручили уничтожить Аргонавт. Как представитель своей расы, обладает сильными психическими и телепатическими способностями. Способен создавать из энергии щупальца, которые способны протаранить корабли, однако Эйдж с лёгкостью рвёт их. Несмотря на философию серебряной расы, которая отказалась от каких-либо чувств, Фаэто по мере развития сюжета всё больше начинает ненавидеть железную расу (особенно после того, как они уничтожили Юпитер), а после психического контакта с Дианейрой начинает впадать в агрессивные припадки. Во время мирных переговоров Дианейры и Пром Оу, воспользовавшись уязвимостью Аргонавта, попытался уничтожить его, однако ему дали отпор корабли серебряной расы.
Сэйю: Ёсинори Фудзита

## Список серий аниме
| #  | Название                                                                   | Дата выхода       |
| -- | -------------------------------------------------------------------------- | ----------------- |
| 01 | The Ruined Planet «Horobi no Hoshi» (滅びの星)                             | 1 апреля, 2007    |
| 02 | The Forgotten Child «Wasurerareta Kodomo» (忘れられた子供)                 | 8 апреля, 2007    |
| 03 | The Heroic Tribe «Eiyū no Shuzoku» (英雄の種族)                            | 15 апреля, 2007   |
| 04 | The Planet Titarros «Wakusei Titārosu» (惑星ティターロス)                  | 22 апреля, 2007   |
| 05 | The Nodos «Nodosu» (ノドス)                                                | 19 апреля, 2007   |
| 06 | The Cemetery Belt «Semetarī Beruto» (セメタリー·ベルト)                    | 6 мая, 2007       |
| 07 | The Agreement «Keiyaku» (契約)                                             | 13 мая, 2007      |
| 08 | The Flashing Nodos «Senkō no Nodosu» (閃光のノドス)                        | 20 мая, 2007      |
| 09 | The Return «Kikan» (帰還)                                                  | 17 мая, 2007      |
| 10 | The Hero of Solitude «Kodoku no Eiyū» (孤独の英雄)                         | 3 июня, 2007      |
| 11 | The Star of Brilliance «Kagayaki no Hoshi» (輝きの星)                      | 17 июня, 2007     |
| 12 | The Torch of Destruction «Hametsu no Kyoka» (破滅の炬火)                   | 24 июня, 2007     |
| 13 | The Battle in the Space-Time Continuum «Jikūryū no Tatakai» (時空流の戦い) | 1 июля, 2007      |
| 14 | The Raging One «Araburumono» (荒ぶる者)                                    | 8 июля, 2007      |
| 15 | When the Light Falls «Hikari Furu Toki» (光降るとき)                       | 15 июля, 2007     |
| 16 | Overcoming the Fates «Ikutsu no Sadame o Koete» (幾つの定めを超えて)       | 22 июля, 2007     |
| 17 | The Retributive Troops «Hōfuku no Gunzei» (報復の軍勢)                     | 29 июля, 2007     |
| 18 | The Victorious Day «Shōri no Hi» (勝利の日)                                | 5 августа, 2007   |
| 19 | The Invasion Between the Planet Systems «Seikeikan Shinkō» (星系間侵攻)    | 12 августа, 2007  |
| 20 | The Nodos of Darkness «Ankoku no Nodosu» (暗黒のノドス)                    | 20 августа, 2007  |
| 21 | The Planet Codomos «Wakusei Codomosu» (惑星コドモス)                       | 26 августа, 2007  |
| 22 | The Agreement of Death «Shi no Keiyaku» (死の契約)                         | 2 сентября, 2007  |
| 23 | The Four «Yo Nin» (四人)                                                   | 9 сентября, 2007  |
| 24 | Elysium «Eryushion» (エリュシオン)                                         | 16 сентября, 2007 |
| 25 | The Final Labor «Saigo no Keiyaku» (最後の契約)                            | 23 сентября, 2007 |
| 26 | Age «Eiji» (エイジ)                                                        | 30 сентября, 2007 |

## DVD
8 августа 2007 года в Японии начали выпускаться DVD издания. Ограниченное издание первых двух дисков включало в себя восьми страничный буклет, наклейки и обложки с изображением курток, дизайнером которых является Хисаси Хираи.
- Heroic Age I — включает в себя 1 и 2 серии (дата выхода:8 августа 2007)
- Heroic Age II — включает в себя 3 и 4 серии (дата выхода: 8 августа 2007)
- Heroic Age III — включает в себя 5 и 6 серии (дата выхода: 5 сентября 2007)
- Heroic Age IV — включает в себя серии 7 и 8(дата выхода: 10 октября 2007)
- Heroic Age V — включает в себя 9 и 10 серии (дата выхода: 7 ноября 2007)
- Heroic Age VI — включает в себя 11 и 12 серии (дата выхода: 5 декабря 2007)
- Heroic Age VII — включает в себя 13 и 14 серии (дата выхода: 9 января 2008)
- Heroic Age VIII — включает в себя 15 и 16 серии (дата выхода: 9 января 2008)
- Heroic Age IX — включает в себя 17 и 18 серии (дата выхода: 6 февраля 2008)
- Heroic Age: Complete Series — включает в себя комплект из трёх дисков Blu-ray, включающие все 26 серий, дата выхода 16 февраля 2010 года[1].

## Отзывы
Согласно отзывам представителей сайта anime-planet.com, сериал примечателен своей красивой анимацией, стилем персонажей, он может заинтересовать даже тех, кто не интересуется просмотром аниме в жанре меха.
Также представитель сайта Anime News Network отметил, что главная положительная особенность сериала — очень красивая и проработанная графика, сцены сражения, корабли и многое другое.

## Музыка
Открытие

Обложка второго альбома Heroic Age

Открытие к аниме «Gravitation» исполняет японская поп-группа Angela. 9 мая 2007 года были выпущены 6 треков с синглами группы, которые были использованы также как открытия к аниме:
1. Gravitation
2. Storm of Nothingness (яп. 虚無の嵐)
3. Your breath
4. Gravitation (караоке)
5. Storm of Nothingness (яп. 虚無の嵐) (караоке)
6. Your breath (караоке)

Концовки
Концовки к аниме-сериалу исполняет Таэ Уракабэ, концовки включают в себя 2 трека и были официально выпущены 23 мая 2007 года:
1. Azurite
2. Starry heavens
3. Azurite (караоке)
4. Starry heavens (караоке)

Первый музыкальный альбом под названием Star Way был официально выпущен 11 июля 2007 года. Он включает в себя первый музыкальный диск и вторую CD драму. Второй альбом был выпущен 26 сентября 2007 года включающий в себя также первый музыкальный диск, состоящий из 18 треков и вторую CD драму, которая является продолжением драмы из первого альбома.